# ۸۳۳ (قمری)
۸۳۳ (قمری)، هشتصد و سی و سومین سال در گاهشماری هجری قمری است. اول محرم این سال برابر با نهم اکتبر سال ۱۴۲۹ میلادی است.